# Château de Quérigut
 (février 2008).
Si vous disposez d'ouvrages ou d'articles de référence ou si vous connaissez des sites web de qualité traitant du thème abordé ici, merci de compléter l'article en donnant les références utiles à sa vérifiabilité et en les liant à la section « Notes et références ».
Le château de Quérigut, ou château du Donezan, est situé sur un piton rocheux au centre du village de Quérigut (Ariège), chef-lieu du Donezan.

## Historique
Le château de Quérigut est mentionné dans la charte de donation du roi Pierre II d'Aragon au comte de Foix Raymond-Roger, datant de 1209.
Du XVe siècle jusqu'à la fin du XVIIe siècle, il fut plusieurs fois assiégé par les Espagnols. Une tentative de prendre le château échoue en 1495. En 1589, les assiégeants parviennent à le brûler. En 1607, Louis XIII y établit une garnison. Elle sera supprimée par un arrêt du Conseil d’État du 25 avril 1638. Le château sera de nouveau brûlé en 1676. En 1709, Louis XIV ordonne la remise en état du château et y établit de nouveau une garnison.

## Description
Ne subsiste aujourd'hui qu'une tour massive en ruine, qui était l'ancien donjon.

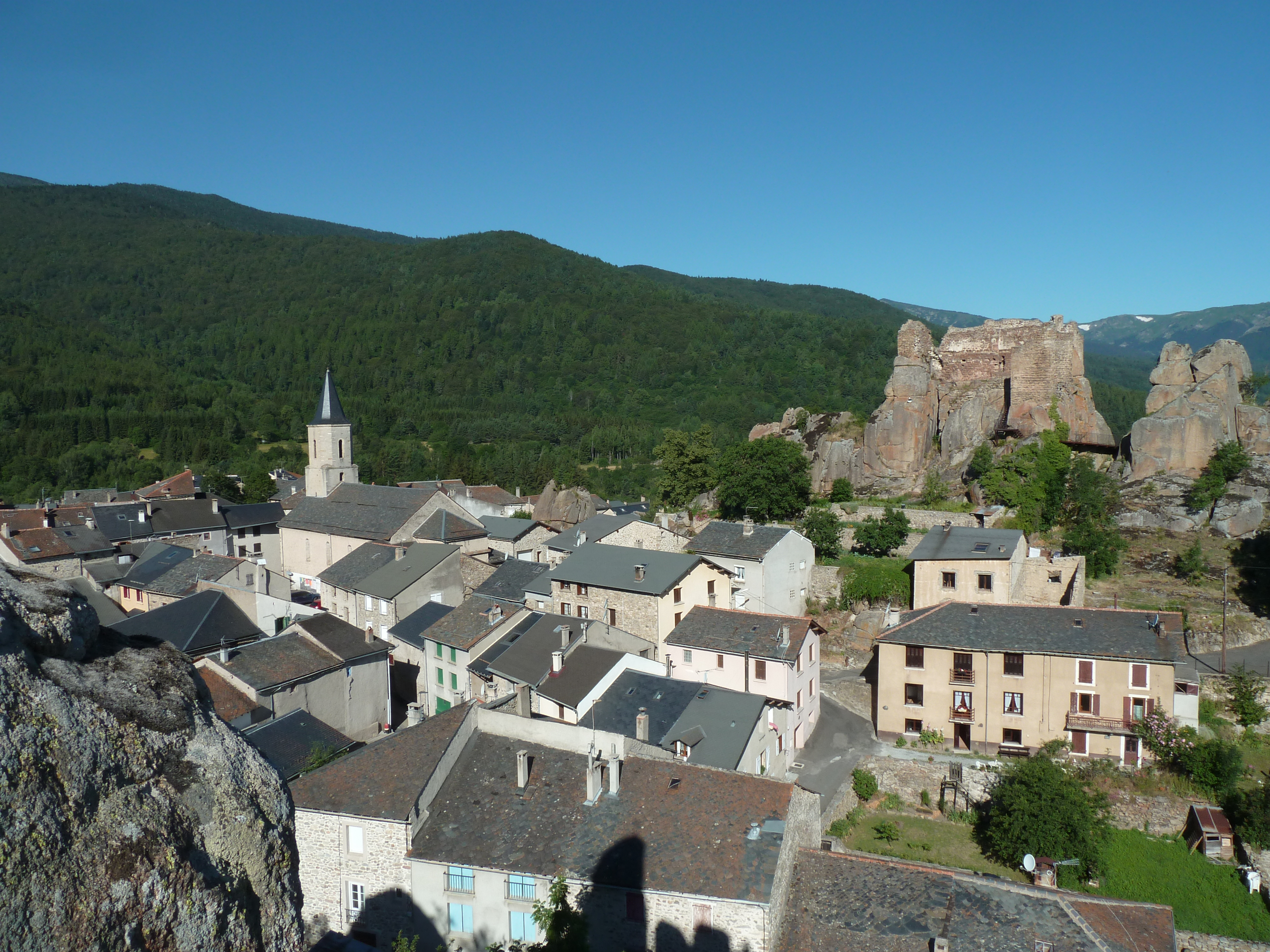
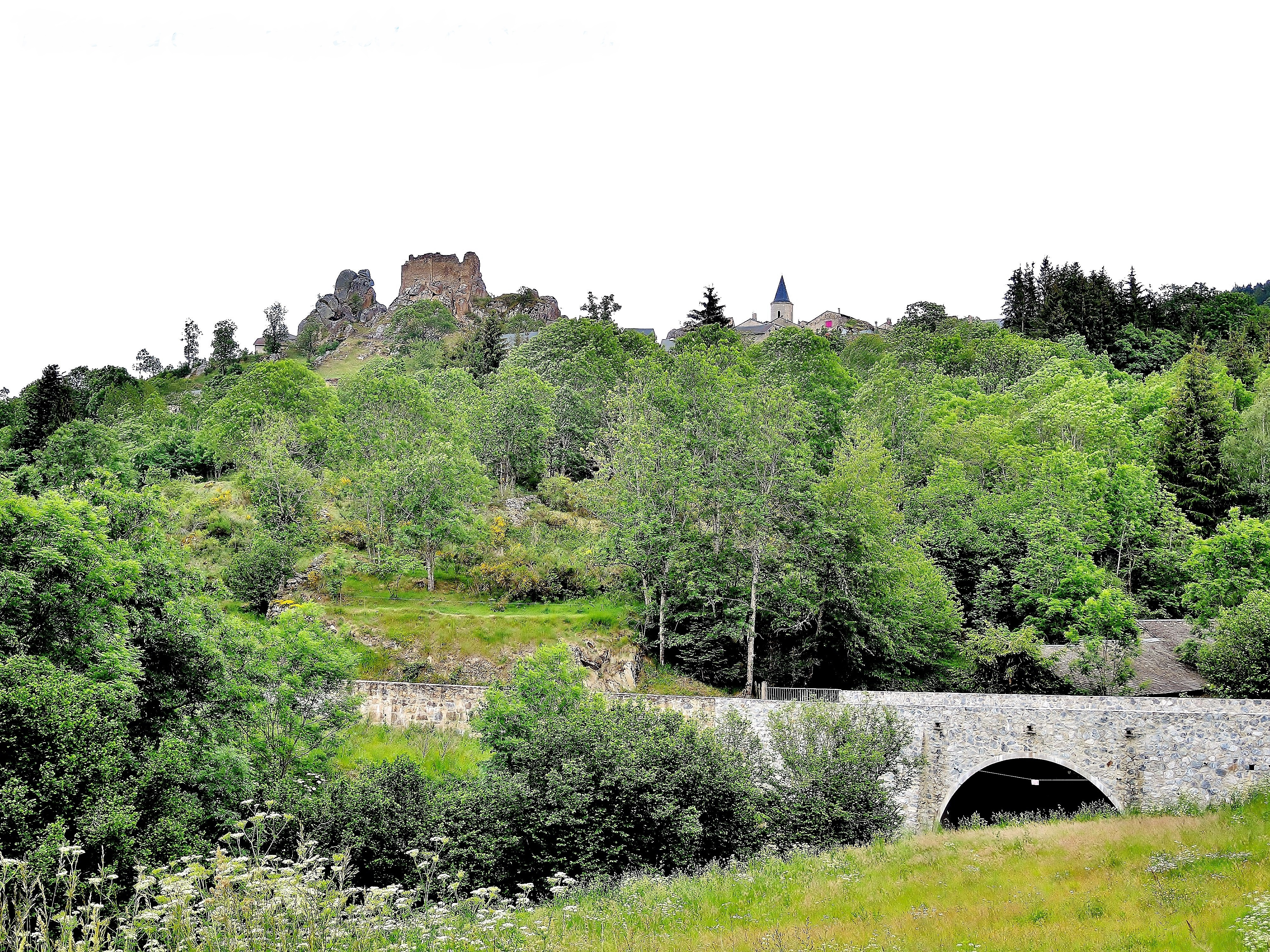
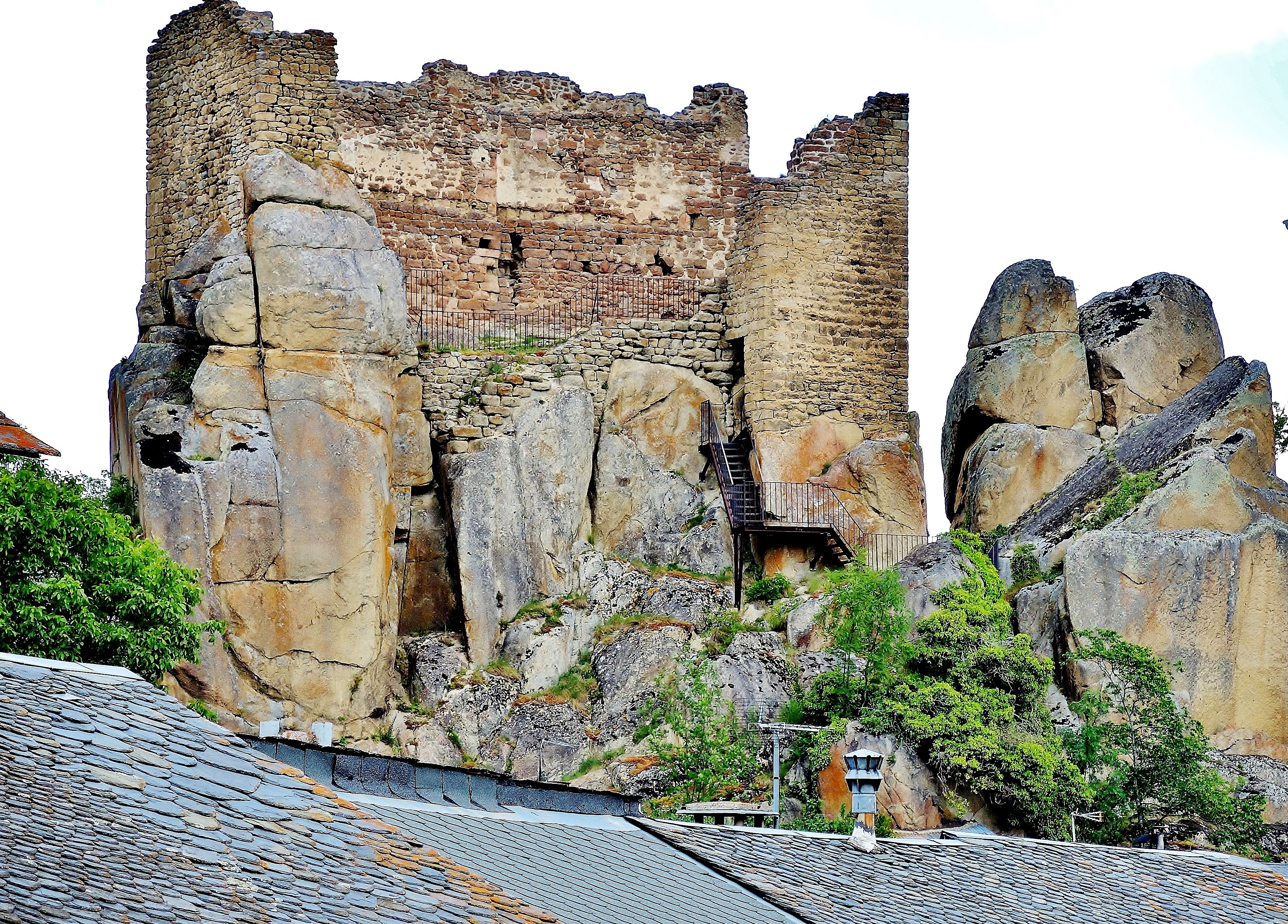
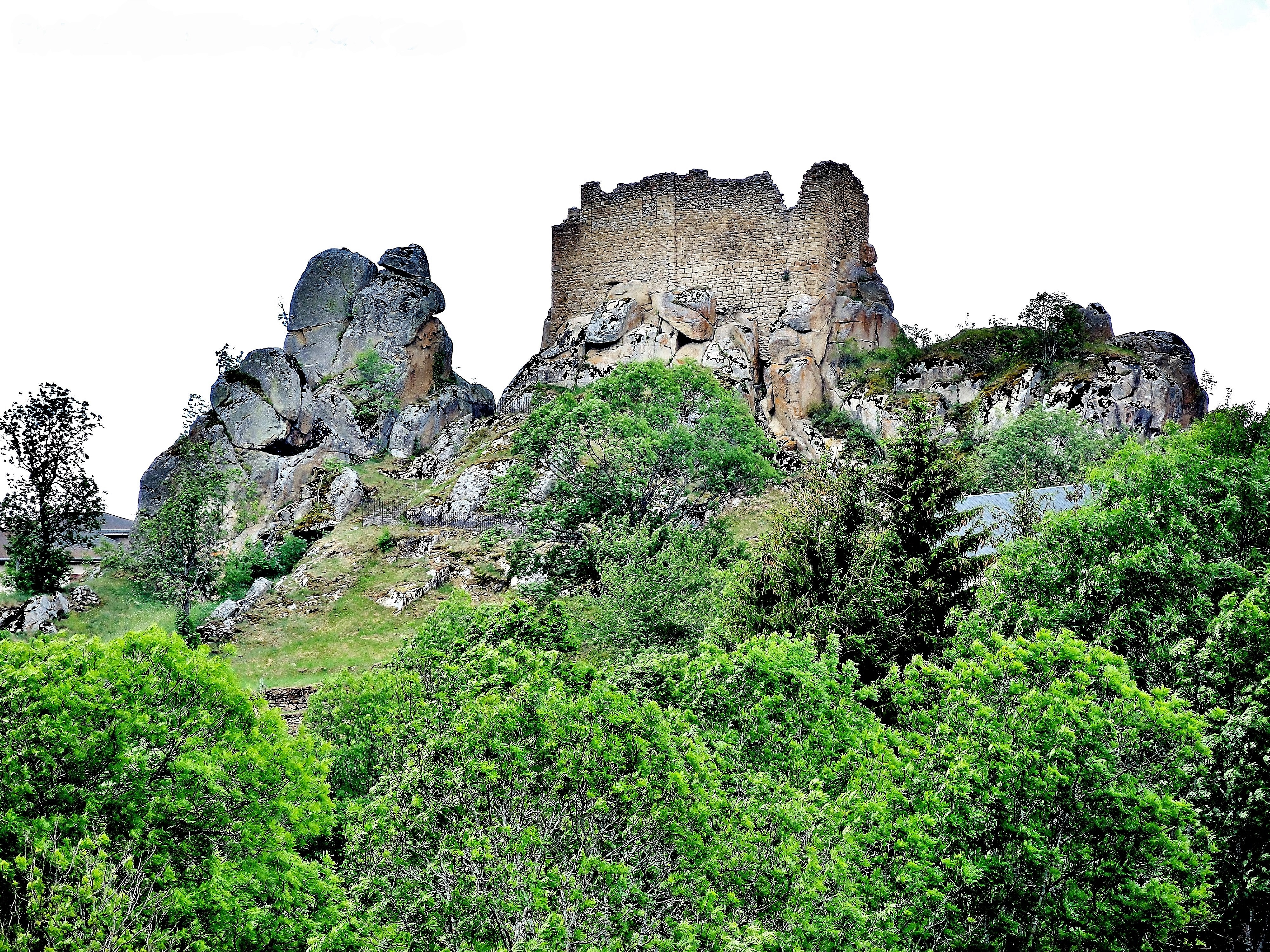